# 北京首钢霹雳鸭篮球俱乐部
北京首钢霹雳鸭篮球俱乐部，或称其冠名北京北汽，或称其队名北京鸭，曾冠名北京金隅，是中国篮球联赛CBA的一支球队，是该职业联赛迄今为止的第四支总冠军球队（前三支分别为八一、上海与广东）。俱乐部前身是中国篮球职业化之前的北京男子篮球队，曾多次获得中国男篮联赛的冠军和全国运动会冠军，是一支中国男篮联赛的劲旅。

## 俱乐部历史

### 前身
中国男子篮球职业化之前，北京队依托其地理优势，是中国篮坛的劲旅之一，涌现出包括黄频捷等一系列国手。在1956年10月于重庆举行的全国男篮甲级联赛中，当时仅有7名球员的北京队出人意料地夺得了冠军，也由此拉开了北京队驰骋中国篮坛的序幕。
然而在1958年底，北京男篮遭遇了一次重大变故：中国篮球协会组建国家男篮，并从北京队调走了大批主力长期集训。北京队不得不进行重大换血。1960年，张光烈被任命为北京男篮主教练，并培养了大批年轻球员。在1963年全国男篮甲级联赛中，北京队发挥出色，在预赛中排名第一，只是因为缺乏大赛经验，最终在决赛中只能屈居季军。也正是因为北京队做出这样重大的牺牲，才有了早期中国男篮的雏形。

### 双塔时代
时间推延到1995年，首个CBA赛季拉开序幕。熟悉北京队的老球迷们都发现，在球队阵容中，不再仅仅是有当时“中国第一中锋”的单涛，而是又多了一位二十出头的年轻新秀中锋孟克·巴特尔，组成了当时被北京球迷津津乐道的“双塔”；再加上外线球员闵鹿蕾具备一定掌控比赛的能力，在首个CBA赛季中，北京首钢队斩获了季军的不俗战绩。
然而，随着单涛年龄的增长，当初篮下的威力也逐渐褪色。在1996年和1997年，首钢队的内线基本上是由巴特尔独担大梁。随着1997年时任队长闵鹿蕾的退役，并出任球队主教练，首钢队也开始了自己的换血。1999年，单涛选择离开首钢队转会，名噪一时的“京城双塔”也就此解散。

### 巴特尔时代
随着队内新秀张云松、焦健等人的崛起，北京首钢队在经历了两个赛季的阵痛之后，重新开始在中国篮坛崛起。从2000年到2003年之间的三个赛季，首钢队全部进入四强。这其中最大的功臣，就是在2002年选择转战NBA的巴特尔。这位具备十足力量以及扎实篮下功底的中锋，更是用一般中锋所不具备的出色视野以及外线精准的三分为北京首钢队的摧城拔寨，更给了张云松等身体条件并不出色的外线球员更多的出手空间。这段时间，巴特尔就好像是首钢队的代名词。
2002年，巴特尔正式加入丹佛掘金队。首钢队也在随后的2003-04赛季跌入低谷，未能进入季后赛；而2004-05赛季，虽然球队进入了季后赛，但最终也仅仅位列第六。这时，在NBA过得并不如意的巴特尔选择了回归北京首钢队。这时已经涌现出外线新秀解立彬、陈磊和门维的北京首钢队正缺少这样一位强力的中锋，于是双方一拍即合，巴特尔得以重新披上首钢战袍。而巴特尔回归的效果也是极其显著的，该赛季北京首钢队一度被认为是争冠热门，最后虽然未能如愿，但也获得该季第三，平了历史最好成绩。在2005-06赛季，小将解立彬荣膺该赛季CBA最佳新秀头衔。

### 后巴特尔时代
然而北京首钢队并没有留住巴特尔，之后的一个赛季，他加盟了蒋兴权指导率领的新疆广汇队。北京首钢队开始依靠张云松、焦健这两位老将以及加盟的外籍球员在联赛中打拼。然而失去巴特尔的北京首钢队身体条件受到很大制约。虽然拥有像奥卢米德·奥德杰这样的强力外援，但核心张云松、队长小前锋陈磊以及新秀门维、解立彬都存在身高不足的问题；虽然拥有良好的3分能力，但是一旦遇到内线强悍的球队，北京首钢队的比赛进程则会非常艰难。2006年到2008年的两个赛季中，北京首钢队都未能闯入季后赛。
2008-09赛季赛季开始前，北京首钢队不可或缺的老将焦健选择退役，随后复出加盟中国篮球甲级联赛东莞柏宁队。随后北京首钢队引进了原来效力于八一双鹿队的李克和长春大成生化队的杜江，外援方面则引进了原云南红河队的丹特·琼斯和印第安纳步行者队的大卫·哈里森，并且开始启用年轻小将王骁辉，希望能够通过人员的调整来获得好成绩。赛季当中，该队表现起伏很大，既可以战胜常规赛第三名江苏队，又可以输给一度成为联赛“副班长”、最终排名常规赛倒数第二位的上海西洋队；最终，该队与山东黄金队积分相同，但是在交手战绩上落后于山东队，最终名列常规赛第9，无缘季后赛。
2009-10赛季，北京首钢队战绩不如人意，常规赛结束之后仅名列第15，创下了球队历史最差战绩。2010/11赛季开始前，北京首钢队提出进入季后赛的目标并重新启用闵鹿蕾作为球队主教练。在球员引进方面，该队引进了前亚特兰大老鹰队中锋兰多夫·莫里斯、约旦大前锋赛义德·阿巴斯，以及前NBA全明星球员史蒂夫·弗朗西斯。这样的举措不仅大幅提升里球队实力，也给球队招揽了不少人气。该队赛季套票迅速售罄。开季后，北京首钢队在首场大比分不敌新疆队之后，依靠外援莫里斯、阿巴斯，以及台湾球员李学林的出色发挥，球队取得了六连胜，其中战胜了卫冕冠军广东队。但在此后，一直状态不佳而且出场机会寥寥的弗朗西斯选择了离队，他总共为北京首钢队效力14天，出场4次，得到两分。常规赛结束时，北京首钢队位列排行榜第八位，时隔四个赛季之后重回季后赛。然而，顶替弗朗西斯的外援乔·克劳福德由于消极比赛，在2010-11赛季常规赛最后一场比赛结束后，被北京首钢队裁员，新相中的外援奥瑞恩·格林又因为国际篮联的追加处罚无法加盟球队，所以，北京首钢队不得不在缺少一名外援的情况下面对季后赛的比赛。在季后赛第一轮比赛以0:3完败于新疆飞虎队，无缘下一轮。

### 马布里时代
2011-12赛季伊始，北京首钢队与已经在CBA效力两年的斯蒂芬·马布里签约，再加上翟晓川和朱彦西两位本土新秀的崛起，尤其是马布里的加盟，北京首钢队的实力得到了實质的进步。该赛季，北京首钢队在常规赛中取得了开局13连胜，这也是队史最佳开局。但随后的十场比赛中，由于李学林的受伤缺阵以及全队状态的疲劳低迷，北京首钢队输掉了其中的八场，最终以常规赛第二名的身份晋级季后赛。在季后赛中球队在马布里的率领下发挥出色，一路战胜浙江广厦和山西汾酒历史上首次闯入CBA总决赛。由于决赛对手是卫冕冠军广东东莞银行，所以赛前球队并未被外界看好。但是随着比赛进程的逐步深入，北京首钢队展现出了良好的状态和对冠军的渴望。在首战主场以108:101取胜后，第二场客场以109:106再获胜利，虽然第三场比赛失利，但是球队完成了战略任务，以2:1的总比分回到主场迎接第四、五场比赛。此时京城的篮球热达到了白热化的程度，作为球队总决赛主场的五棵松体育馆出现了一票难求的场面。第四场比赛球队以107:98获胜。在该季总决赛中，北京球迷为了杜绝京骂，创造了更具争议的助威口号。2012年3月30日，最终北京首钢队在第五场总决赛中以124:121力克广东东莞银行，以总比分4:1夺得该俱乐部首个职业联赛总冠军。由于季后赛MVP不允许颁给外援，控球後衛李學林勇奪總冠軍賽MVP，成為港澳台球员在中國大陸CBA聯賽獲此殊榮的第一人，球隊與個人同時创造了历史。
夺冠后的2012-13赛季，北京首钢队引进了先前效力于青岛双星的2011-12赛季CBA全明星赛MVP锋卫摇摆人李根，并保留了先前赛季夺冠的主力阵容；在赛季开始前，俱乐部就确定，一旦球队进军季后赛，将把主场再次迁往万事达中心。常规赛阶段，北京首钢队曾经双杀广东东莞银行以及新疆广汇等强队，却也会被天津荣钢横扫，并负于吉林通钢、青岛双星等未能进军季后赛的球队；其中，2013年1月16日，北京首钢队客场挑战山东黄金的比赛中，最终负于对手。常规赛结束时，北京首钢列第三位进军季后赛。季后赛首轮，北京首钢队有惊无险的3:0横扫浙江广厦；然而在半决赛中，北京首钢队遭遇拥有三外援且国内新秀实力不俗的山东黄金，0:3负于对手，止步半决赛。
2013-14赛季，北京首钢队俱乐部签下先前在北京奥神效力，已远离CBA多年的国家队后卫孙悦、中锋张松涛，以及黄海贝、李伟。该季常规赛，由于马布里赛季中期半月板受伤以及全队状态的不稳定，北京首钢队最终在常规赛只获得第四名，失去了半决赛与总决赛中的主场优势。然而在季后赛中，北京首钢队逐渐找到了状态，先后在季后赛前两轮击败了浙江广厦以及广东东莞银行。总决赛，首钢队对阵常规赛第二新疆广汇汽车。在系列赛中，北京首钢队先在客场乌鲁木齐取得两胜；但在主场北京也丢掉两场比赛；最终在第六场比赛中，北京首钢队以98:88力克新疆广汇汽车，夺得了队史第二座总冠军奖杯，兰多夫·莫里斯也凭借第六场比赛第四节的关键发挥获得了CBA总决赛MVP称号。
2014-15赛季，北京首钢队将常林与黄海贝外租，从新疆队签下了经验丰富的控球后卫张庆鹏。在常规赛中，马布里受到状态影响，场均得分仅为15分，且多场比赛得分未能上双，全队状态也因此起伏，最终以小分优势位列常规赛第四。不过在季后赛中，北京首钢队展现出完全不同的状态，先后淘汰吉林九台农商银行与广东东莞银行，第三次杀入总决赛。总决赛首钢队的对手是常规赛亚军辽宁队。系列赛中，首钢队在客场率先抢下一场胜利；然而辽宁队主将哈德森与贺天举在此后两场比赛展现出了极佳的状态，带领辽宁队在本溪与北京连续抢下两场胜利，首钢队首次在总决赛大比分落后；此后，北京首钢队调整状态，在万事达中心取得两连胜，率先取得赛点；最终北京首钢队在第六场比赛中，凭借翟晓川精准的三分球，以总比分4:2击败了辽宁队，夺得队史第三座总冠军首度完成二連霸。马布里凭借总决赛的出色表现夺得了该赛季总决赛MVP。
2015-16赛季开始前，球队主力小前锋李根未与球队续约，转投劲旅新疆队；赛季中期，朱彦西因在对阵北京控股水务的比赛中右脚韧带断裂而赛季报销。常规赛阶段，北京首钢队失去了前几个赛季的稳定性，最终仅名列常规赛第七，不得在季后赛首轮面对强大的新疆队。虽然北京首钢队在乌鲁木齐拼得一场胜利，但终因实力上明显的差距，以总比分1-3被淘汰出局，无缘该赛季四强。

### 後马布里时代
北京时间2019年4月4日晚，CBA季后赛八强战迎来了最后一场较量，这场比赛的胜负将决定双方谁将获得半决赛的最后一个名额。半场战罢，北京男篮以58-50领先深圳男篮。最终深圳马可波罗男篮主场118-107力克北京首钢男篮，在先贏两场的情况下被完成大逆转，以大比分3-2淘汰对手成功晋级，这也创造了CBA的历史。
2019年8月27日，球队宣布与美籍华裔球星林书豪签约，他将在2019-20年赛季开始在北京效力。但赛季结束后林书豪选择不与球队续约，返回美国寻求继续参加NBA的机会。

## 俱乐部文化

### 主场

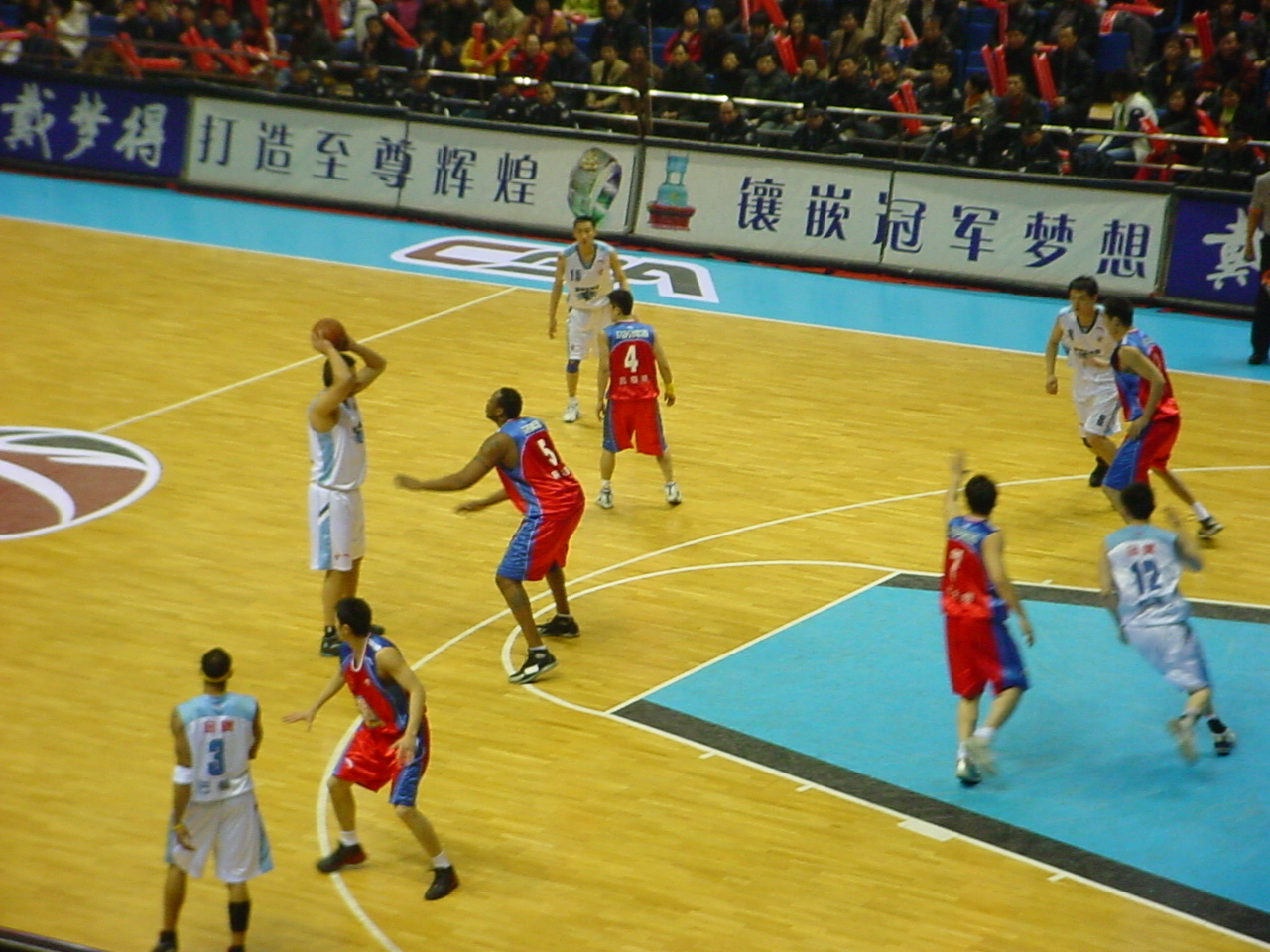
北京首钢体育馆比赛内景

中国进行职业化篮球联赛以来，北京首钢队一共使用过以下三个主比赛场：

- 北京石景山体育馆 （1995年至2001年）[38]
- 北京首钢体育馆 （2002年至2015年\2017年第3、4轮）
- 凯迪拉克中心 （2012年总决赛\2013年-2015年季后赛及部分常规赛\2015年至今）
- 首都体育馆 （2023年至今）

北京首钢还使用过工人体育馆作为主场。

### 吉祥物
北京首钢男篮的吉祥物是霹雳鸭，这是在1995年中国男篮职业化首年就确定的。

### 队服及标志色
北京首钢的标志色为浅蓝色，这一颜色最早在1995年被确定。由于CBA球队主场球衣颜色均为白色，故浅蓝色会点缀于主场球衣和球馆地板上，并会成为客场球衣的主色调。
球队目前的训练及比赛用服的供应商为李宁。事实上，这是由李宁是CBA联赛合作伙伴决定的。

## 历年战绩
| 赛季        | 常規賽戰績 | 常規賽勝率 | 常規賽排名 | 季后賽排名/最终排名                                                      | 备注       |
| ----------- | ---------- | ---------- | ---------- | ------------------------------------------------------------------------ | ---------- |
| 2024-25赛季 | 32勝14負   | .696       | 季軍       | 亞軍 第二輪 3-1勝北京紫禁勇士 半决赛 3-0勝山西汾酒 总决赛2-4负浙江猛狮   |            |
| 2023-24赛季 | 27勝25負   | .519       | 第十一名   | 第十一名 首轮1-2负上海大鯊魚                                             |            |
| 2022-23赛季 | 26勝16負   | .619       | 第六名     | 八强（第六名） 首輪 2-0勝吉林東北虎 第二轮0–2负遼寧飛豹                  |            |
| 2021-22赛季 | 24勝14負   | .632       | 第六名     | 第九名 首輪 0–2負吉林東北虎                                              |            |
| 2020-21赛季 | 28勝24負   | .538       | 第九名     | 第九名 首輪 108–97勝深圳馬可波羅 第二輪 103–104負廣東華南虎              |            |
| 2019-20赛季 | 34勝12負   | .696       | 殿軍       | 殿軍 第二輪107–75勝福建鱘 半決賽1-2負廣東華南虎                          |            |
| 2018-19赛季 | 31勝15負   | .674       | 第五名     | 八强（第五名） 首輪2–3負深圳馬可波羅                                     |            |
| 2017-18赛季 | 25勝13負   | .658       | 第七名     | 八強 （第七名） 附加賽2–1勝上海大鯊魚 首輪1–3負遼寧飛豹                  |            |
| 2016-17赛季 | 21勝17負   | .553       | 第九名     | 第九名                                                                   |            |
| 2015-16赛季 | 23勝15負   | .605       | 第七名     | 八強 （第七名） 首輪0–2負新疆飛虎                                        |            |
| 2014-15赛季 | 27勝11負   | .711       | 殿军       | 联赛总冠军 首輪3–0勝吉林東北虎 半決賽3–1勝廣東華南虎 总决赛4-2胜遼寧飛豹 | 第三次奪冠 |
| 2013-14赛季 | 23勝11負   | .676       | 殿军       | 联赛总冠军 首輪3–1勝浙江猛狮 半決賽3–2勝廣東華南虎 总决赛4-2胜新疆飛虎   | 第二次夺冠 |
| 2012-13赛季 | 21勝11負   | .656       | 季軍       | 季軍 首輪3–0勝浙江猛狮 半決賽0–3負山东狮                                 |            |
| 2011-12赛季 | 21勝11負   | .656       | 亞軍       | 联赛总冠军 首輪3–0勝浙江廣廈 半決賽3–2勝山西猛龍 总决赛4-1胜廣東華南虎   | 第一次夺冠 |
| 2010-11赛季 | 16勝16負   | .500       | 第八名     | 八強 （第八名） 首輪0–3負新疆飛虎                                        |            |
| 2009-10赛季 | 8勝24負    | .250       | 第十五名   | 第十五名                                                                 |            |
| 2008-09赛季 | 27勝23負   | .540       | 第九名     | 第九名                                                                   |            |
| 2007-08赛季 | 15勝15負   | .500       | 第十名     | 第十名                                                                   |            |
| 2006-07赛季 | 14勝16負   | .467       | 第十名     | 第十名                                                                   |            |
| 2005-06赛季 | 31勝9負    | .775       | 北區冠軍   | 季軍 首輪3–0勝雲南红河 半決賽0-3負八一火箭                               |            |
| 2004-05赛季 | 22勝16負   | .579       | 北區亚軍   | 北區亚軍 北區半決賽2–1勝新疆飛虎 北區总决赛0-2負遼寧盼盼                 |            |
| 2003-04赛季 | 7勝15負    | .318       | 第十一名   | 第十一名                                                                 |            |
| 2002-03赛季 | 12勝14負   | .462       | 第八名     | 八強 （第八名） 首輪0–3負新疆飛虎                                        |            |
| 2001-02赛季 | 15勝9負    | .625       | 季軍       | 季軍 首輪1–3負山东狮                                                     |            |
| 2000-01赛季 | 14勝8負    | .636       | 季軍       | 季軍 首輪2-0胜廣東宏遠 半決賽0–3負上海大鯊魚                             |            |
| 1999-00赛季 | 13勝9負    | .591       | 第五名     | 八強 （第五名） 首輪0–2負上海大鯊魚                                      |            |
| 1998-99赛季 | 11勝11負   | .500       | 第七名     | 八強 （第七名） 首輪0–2負遼寧盼盼                                        |            |
| 1997-98赛季 | 14勝8負    | .636       | 殿軍       | 殿軍 首輪2–1胜上海大鯊魚 半決賽0–2負八一火箭                             |            |
| 1996-97赛季 | 8勝14負    | .364       | 第九名     | 第九名                                                                   |            |
| 1995-96赛季 | 17勝5負    | .773       | 殿軍       | 季軍 首輪0–2負八一火箭 3-4名排位賽胜辽宁盼盼                             |            |

## 历任主教练
| 执教年份/日期                                                             | 教练                                              | 备注 |
| ------------------------------------------------------------------------- | ------------------------------------------------- | --- |
| –1997年                                                                   | 袁超                                              | |
| 1997年–2009年                                                             | 闵鹿蕾                                            | |
| 2009年–2010年                                                             | 悉尼·蒙克里夫                                     | |
| 2010年                                                                    | 袁超                                              | |
| 2010年–2016年                                                             | 闵鹿蕾                                            | |
| 2016年–2020年                                                             | 雅尼斯                                            | |
| 2019年1月20日和2019年1月23日                                              | 哈里斯 （英语：Charis Markopoulos）（代理主教练） | 1. 在主教练雅尼斯因为已累计4个技术犯规被CBA官方停赛1场的时候，成为代理主教练。（2019年1月20日） 2. 在主教练雅尼斯因为违规出现在观众席包厢区内违反了CBA公司的规定追加停赛一场的时候，成为代理主教练。（2019年1月23日） |
| 2020年                                                                    | 解立彬                                            | （2020年，在主教练雅尼斯因2019冠狀病毒病疫情暫時無法歸隊，担任代理主教練。） |
| 2020年                                                                    | 西蒙·帕亚加尼                                     | |
| 2020年12月23日–2021年                                                     | 解立彬（执行主教练）                              | |
| 2021年1月14日、2021年1月16日、2021年1月18日、2021年1月23日和2021年1月31日 | 乔里欧·格里乔里（代理主教练）                     | 1. 在主教练解立彬被停赛的时候，执教4场比赛。（2021年1月14日、2021年1月16日、2021年1月18日和2021年1月23日) 2. 在主教练解立彬家中有紧急事情需要处理没办法执教，成为代理主教练。（2021年1月31日）                        |
| 2021年–2022年                                                             | 雅尼斯                                            | 雅尼斯（2021年2月回归执教。) |
| 2022年1月7日                                                              | 哈里斯（英语：Charis Markopoulos）（代理主教练)   | 1. 在主教练雅尼斯在第四节被驱逐的时候，成为代理主教练。（2022年1月7日） |
| 2022年6月15日–2023年3月16日                                               | 解立彬                                            | 1. 由于身体健康等原因暂时离开主教练职位。（2023年3月16日） |
| 2023年1月18日                                                             | 埃内斯特·莱登（代理主教练）                       | 1. 在主教练解立彬因为身体不适没办法执教，成为代理主教练。（2023年1月18日） |
| 2023年3月16日-2023年6月2日                                                | 埃内斯特·莱登（代理主教练）                       | 1. 由于主教练解立彬因为身体健康等原因暂时离开主教练职位，即日起担任代理主教练。（2023年3月16日） |
| 2023年6月2日-2023年12月18日                                               | 埃内斯特·莱登                                     | |
| 2023年12月18日-2024年5月27日                                              | 乔里欧·格里乔里                                   | |
| 2024年5月27日-                                                            | 許利民                                            | |

## 历任总教练
| 执教年份/日期              | 教练   | 备注 |
| -------------------------- | ------ | ---- |
| 2017年6月7日-2023年8月30日 | 闵鹿蕾 |      |
| 2024年1月12日-             | 许利民 |      |

## 球员及教练

### 現役球員
注释：国旗表示球员在FIBA认证赛事中的国家队资格。球员可能拥有其它非FIBA国籍。

### 退役球衣
| 北京首钢队退役球衣号码 |      |        |        |           |                |
| 号码                   | 国籍 | 球员   | 位置   | 效力时期  | 退役仪式时间   |
| 15                     | 中国 | 张云松 | 后卫   | 1995–2010 | 2010年12月15日 |
| 51                     | 中国 | 吉喆   | 大前锋 | 2007–2019 | 2019年12月9日  |

### 著名球员
| - 黄频捷 - 张卫平 - 闵鹿蕾（1982-1997，主教练：1997-2009，2010-2017，领队：2017-） - 单涛（1986-1999） - 张敬东（1991-2004，助理教练：2004-） - 孟克·巴特尔（1994-2002，2005-2007） - 张云松（1995-2010，助理教练：2010-） - 焦健（1996-2008） - 陈磊（2000-2015） - 解立彬（2004-2012） - 奥卢米德·奥德杰（2004-2005） - 凯德里克·勃兹曼（2009-2010） |  | - 孙明明（2009-2014） - 史蒂夫·弗朗西斯（2010） - 赛义德·阿巴斯(2010-2011) - 李學林（2010-2014） - 兰多夫·莫里斯（2010-2019） - 朱彦西（2011-） - 翟晓川（2011-） - 吉喆（2007-2019） - 斯蒂芬·马布里（2011-2017） - 李根（2012-2015） - 孙悦（2013-2017） - 张庆鹏（2014-2017） - 林書豪（2019-2020, 2021-2022） - 陳盈駿（2024- ） - 周琦（2024- ） |

## 球队名称列表
| 赛季       | 名称列表 |
| ---------- | --- |
| 1956年至今 | 1. 北京（1956年-） 2. 北京队（1956年-） 3. 北京男篮 （1956年-） 4. 北京首钢京师（合并北京精狮） 5. 北京万丰奥特 6. 北京金隅 （2005年-2014年） 7. 北京金隅队 （2005年-2014年） 8. 北京金隅男篮 （2005年-2014年） 9. 北京首钢 （1995年-2005年，2014年-2023年） 10. 北京首钢队 （1995年-2005年，2014年-2023年） 11. 北京首钢男篮 （1995年-2005年，2014年-2023年） 12. 北京鸭首钢篮球俱乐部 13. 北京鸭队 14.北京鸭首钢俱乐部首钢篮球队 15. 北京鸭 16. 北京鸭首钢俱乐部北汽篮球队（2023年-） |

## 球队冠名
| 赛季          | 俱乐部名   | 拥有者   | 冠名 | 赞助商               | 备注 |
| ------------- | ---------- | -------- | ---- | -------------------- | ---- |
| 1995年-2005年 | 北京鸭首钢 | 首钢集团 | 首钢 | 首钢集团             |      |
| 2005年-2014年 | 北京鸭首钢 | 首钢集团 | 金隅 | 北京金隅股份有限公司 |      |
| 2014年-2023年 | 北京鸭首钢 | 首钢集团 | 首钢 | 首钢集团             |      |
| 2023年-       | 北京鸭首钢 | 首钢集团 | 北汽 | 北汽集团             |      |

## 球队夏季联赛比赛成绩
| 年份 | 比赛名字 | 比赛地方 | 比赛日期 | 成绩 | 备注 |
| ---- | -------- | -------- | -------- | ---- | ---- |

## 球队季前赛比赛成绩
| 年份 | 比赛名字 | 比赛地方 | 比赛日期 | 成绩 | 备注 |
| ---- | -------- | -------- | -------- | ---- | ---- |

## 球队热身赛比赛成绩
| 年份   | 比赛名字 | 比赛地方 | 比赛日期 | 成绩   | 备注                                     |
| ------ | -------- | -------- | -------- | ------ | ---------------------------------------- |
| 2023年 | -        | -        | 9月26日  | 第一名 | 和天津荣钢先行者篮球俱乐部进行了热身赛。 |

## 球队其他比赛成绩
| 年份   | 比赛名字                                | 比赛地方             | 比赛日期         | 成绩            | 备注                                                  |
| ------ | --------------------------------------- | -------------------- | ---------------- | --------------- | ----------------------------------------------------- |
| 2018年 | -                                       | 美国航空中心         | 9月29日          | 第二名          | 和NBA的达拉斯小牛队打一场热身赛。                     |
| 2023年 | 韵味杭州”美凯杯2023年国际男子篮球挑战赛 | 杭州奥体中心体育馆   | 7月19日至7月22日 | 第三名          |                                                       |
| 2023年 | 兴城古城杯-2023夏季篮球对抗赛           | 葫芦岛体育中心体育馆 | 8月23日和8月25日 | 并列第一名/平局 | 由于两支球队分别一胜一负，所以结果是并列第一名/平局。 |